# Liste der Naturdenkmale in Löbau
Die Liste der Naturdenkmale in Löbau umfasst Naturdenkmale der sächsischen Stadt Löbau.

## Definition
„Naturdenkmäler sind rechtsverbindlich festgesetzte Einzelschöpfungen der Natur oder entsprechende Flächen bis zu fünf Hektar, deren besonderer Schutz erforderlich ist
1. aus wissenschaftlichen, naturgeschichtlichen oder landeskundlichen Gründen oder
2. wegen ihrer Seltenheit, Eigenart oder Schönheit.“

„§ 18 – Naturdenkmäler – (zu § 28 BNatSchG)
(1) Die Erklärung nach § 22 Abs. 1 BNatSchG von Teilen von Natur und Landschaft als Naturdenkmal erfolgt durch Rechtsverordnung oder Einzelanordnung.
(2) Über § 28 Abs. 1 BNatSchG hinaus können Naturdenkmäler zur Sicherung von Lebensgemeinschaften oder Lebensstätten von im Bestand gefährdeten oder streng geschützten Arten festgesetzt werden.“

## Naturdenkmale
Diese Auflistung unterscheidet zwischen Flächennaturdenkmalen (FND) mit einer Fläche bis zu 5 ha (bei Verordnung nach DDR-Recht auch mehr) und Einzel-Naturdenkmalen (ND).
Link zu einem Kartenansichtstool, um Koordinaten zu setzen.
| Bild                          | Bezeichnung                                 | Lage                                                          | Beschreibung | Datum | Nummer |
| ----------------------------- | ------------------------------------------- | ------------------------------------------------------------- | ------------ | ----- | ------ |
| BW                            | Trockenhangflora auf Basalt                 | Löbau (51° 5′ 22,5″ N, 14° 41′ 30,9″ O)                       | FND (1,4 ha) |       |        |
| mehr Fotos \| Fotos hochladen | Stiel-Eiche nahe Oppeln Nr. 24              | Kittlitz (51° 8′ 6,1″ N, 14° 41′ 23,5″ O)                     | ND           |       |        |
| BW                            | Naturnahe Waldflora auf Basalt              | Löbau (51° 5′ 43″ N, 14° 42′ 0,5″ O)                          | FND (3,6 ha) |       |        |
| BW                            | Laubwald am Rimmelbrunnen (Rinnelbrunnen)   | Rosenhain und Löbau (51° 5′ 34,9″ N, 14° 42′ 23,8″ O)         | FND (1,7 ha) |       |        |
| mehr Fotos \| Fotos hochladen | Bubenik mit Löwenköpfchen (Basaltformation) | Großdehsa (51° 5′ 58,9″ N, 14° 36′ 37,2″ O)                   | ND           |       |        |
| BW                            | Linde am Postweg 4                          | Großdehsa (51° 6′ 28,4″ N, 14° 37′ 17,1″ O)                   | ND           |       |        |
| BW                            | Stiel-Eiche am Kombinat 10                  | Kittlitz (51° 7′ 57,2″ N, 14° 40′ 38,2″ O)                    | ND           |       |        |
| BW                            | Winter-Linde in Wohla Nr. 19                | Wohla (51° 8′ 24,5″ N, 14° 38′ 40,3″ O)                       | ND           |       |        |
| Fotos hochladen               | Geldkeller des Löbauer Berges               | Löbau (51° 5′ 39,1″ N, 14° 42′ 11″ O)                         | ND           |       |        |
| BW                            | Orchideenwiese in der Litte                 | Großdehsa (51° 5′ 29,7″ N, 14° 36′ 47″ O)                     | FND (1,4 ha) |       |        |
| Fotos hochladen               | 2 Blutbuchen auf dem Bahnhofsvorplatz       | Löbau (51° 5′ 56,2″ N, 14° 40′ 17,7″ O)                       | ND           |       |        |
| BW                            | Stiel-Eiche an der Bundesstraße 6           | Löbau (51° 6′ 17,6″ N, 14° 41′ 37,6″ O)                       | ND           |       |        |
| BW                            | Straußfarnvorkommen am Rosenhainer Wasser   | Bellwitz und Kleinradmeritz (51° 8′ 10,9″ N, 14° 42′ 43,9″ O) | FND (1,2 ha) |       |        |
| BW                            | Feldgehölz am Löbauer Wasser                | Löbau (51° 6′ 7,2″ N, 14° 41′ 15,8″ O)                        | FND (0,8 ha) |       |        |
| BW                            | Stiel-Eiche an der Georgewitzer Straße 1    | Löbau (51° 6′ 12,4″ N, 14° 40′ 49,5″ O)                       | ND           |       |        |
| mehr Fotos \| Fotos hochladen | Wildbirne an der Bahnlinie nach Ebersbach   | Altlöbau (51° 5′ 3,7″ N, 14° 38′ 42,5″ O)                     | ND           |       |        |

## Ehemalige Naturdenkmale
Link zu einem Kartenansichtstool, um Koordinaten zu setzen.
| Bild                          | Bezeichnung                                | Lage                                                 | Beschreibung                                                                       | Datum     | Nummer |
| ----------------------------- | ------------------------------------------ | ---------------------------------------------------- | ---------------------------------------------------------------------------------- | --------- | ------ |
| BW                            | Eiche an der Friedhofstraße                | Löbau (51° 5′ 38,5″ N, 14° 39′ 39,2″ O)              | ND aufgehoben, ungünstiger Standort Verkehrssicherungsaspekt                       | 2000–2020 |        |
| mehr Fotos \| Fotos hochladen | Rot-Buche am Hofeweg 13 (Rittergutspark)   | Unwürde mit Laucha (51° 7′ 25,5″ N, 14° 40′ 27,1″ O) | ND aufgehoben, da bereits nach § 2 des Sächsischen Denkmalschutzgesetzes geschützt | 2002–2020 |        |
| BW                            | Stiel-Eiche auf dem evangelischen Friedhof | Löbau (51° 5′ 32,2″ N, 14° 39′ 44,7″ O)              | ND aufgehoben, da bereits nach § 2 des Sächsischen Denkmalschutzgesetzes geschützt | 2000–2020 |        |
| BW                            | Stiel-Eiche an der Weißenberger Straße 11  | Kittlitz (51° 7′ 54,9″ N, 14° 40′ 27,4″ O)           | ND aufgehoben, ungünstiger Standort Verkehrssicherungsaspekt                       | 2000–2020 |        |
| BW                            | Stiel-Eiche an der Niederen Dorfstraße 58  | Ebersdorf (51° 4′ 44,4″ N, 14° 40′ 54,9″ O)          | ND aufgehoben, Fällung freigegeben                                                 | 2008–2020 |        |
| BW                            | Stiel-Eiche an der Herwigsdorfer Straße    | Löbau (51° 5′ 28,6″ N, 14° 40′ 28,8″ O)              | ND aufgehoben, ungünstiger Standort Verkehrssicherungsaspekt                       | 2000–2020 |        |
| BW                            | Blutbuche an der Humboldtstraße            | Löbau (51° 5′ 50″ N, 14° 40′ 10,6″ O)                | ND aufgehoben, ungünstiger Standort Verkehrssicherungsaspekt                       | 2000–2020 |        |